# Azuay
Azuay is een provincie van Ecuador sinds 25 juni 1824. Het huidige hoofd van de provincie, de prefect, heet Paúl Carrasco Carpio.
Naar schatting zijn er 853.070 inwoners in 2018.
De provincie Azuay ligt in de hooglanden in het zuiden van Ecuador. In het nationaal park El Cajas zijn bergtoppen hoger dan 4500 meter te vinden.
Azuay ligt aan de Pan-Amerikaanse Snelweg. De stad Cuenca, gelegen in Azuay, is door nationale vluchten verbonden met Quito en Guayaquil. Zij heeft de grootste waterkrachtcentrale van het land, gelegen aan de rivier Paute.

## Kantons
De provincie is bestuurlijk onderverdeeld in vijftien kantons. Achter elk kanton wordt de hoofdplaats genoemd.
| Nr. | Kanton                | Inwoners | Oppervlakte | Hoofdplaats           | Inwoners |
| --- | --------------------- | -------- | ----------- | --------------------- | -------- |
| 1   | Camilo Ponce Enríquez | 22.810   | 639 km²     | Camilo Ponce Enríquez | 10.015   |
| 2   | Chordeleg             | 12.197   | 105 km²     | Chordeleg             | 4.445    |
| 3   | Cuenca                | 596.101  | 3.086 km²   | Cuenca                | 361.524  |
| 4   | El Pan                | 2.776    | 132 km²     | El Pan                | 503      |
| 5   | Girón                 | 12.182   | 347 km²     | Girón                 | 4.353    |
| 6   | Guachapala            | 3.586    | 41 km²      | Guachapala            | 1.210    |
| 7   | Gualaceo              | 43.188   | 347 km²     | Gualaceo              | 13.843   |
| 8   | Nabón                 | 14.776   | 636 km²     | Nabón                 | 1.276    |
| 9   | Oña                   | 3.422    | 295 km²     | Oña                   | 989      |
| 10  | Paute                 | 26.782   | 267 km²     | Paute                 | 8.766    |
| 11  | Pucará                | 9.693    | 848 km²     | Pucará                | 855      |
| 12  | San Fernando          | 3.738    | 142 km²     | San Fernando          | 1.407    |
| 13  | Santa Isabel          | 20.753   | 781 km²     | Santa Isabel          | 6.194    |
| 14  | Sevilla de Oro        | 4.613    | 314 km²     | Sevilla de Oro        | 732      |
| 15  | Sígsig                | 24.992   | 657 km²     | Sígsig                | 4.029    |

| Detailkaart |
| ----------- |
|             |
| Kantons     |